# Pohl
Pohl è un comune di 351 abitanti della Renania-Palatinato, in Germania.

Appartiene al circondario (Landkreis) Rhein-Lahn-Kreis (targa EMS) ed è parte della comunità amministrativa (Verbandsgemeinde) di Bad Ems-Nassau.